# Crusher of Bones
Crusher of Bones es un álbum lanzado en 1990 por Reptilicus, una banda islandesa de darkwave/música industrial liderada por G. I. Markusson y Johánn E. Producido por Hilmar Örn Hilmarsson y formado por 10 canciones, Crusher of Bones salió al mercado a través de 8 Product y contó con la colaboración adicional del guitarrista Guðlaugur Kristinn Óttarsson.
Este trabajo contiene canciones que, como “Snakes”, sobresalen gracias a las letras guturales, firmes golpes de batería, línea de bajo pulsante y muestras del ruido de un automóvil quemando sus neumáticos en repetidas partes de la pista, agregando un sonido más dramático. “Sluice” es una canción lenta acompañada de letras breves y teclados desfasados que finalmente terminan destruyéndose y siendo desplazados por un sonido electrónico que se desvanece a medida que se acerca su fin.
Para “808” Guðlaugur Óttarsson (también conocido como Godkrist), toca una guitarra fantasmagórica que acompañan a algunas grabaciones distorsionadas de cantos de aves, aumentando el grado de experimentación.

“Pirate Paradise” está formada por cuerdas de guitarras arremolinadas que se funden en un redoblante militar y los ritmos de percusión, que en el ritmo acelerado de las guitarras rellenan los huecos de sonido para terminar en un patrón de batería y guitarras fragmentado.
“Call Me Jesus”, gracias a los frenéticos pellizcos de guitarra, formas de sonido interesantes renacen para sobreponerse a las exclamaciones breves de “Call me Jesús... take my breath Hawai” (“Llámame Jesús... llévate mi aliento”).

“Ointment”, con un sonido oriental y cargado rítmicamente, contiene referencias paganas acompañadas de chillidos guturales y de aves que corrompen la densidad de la canción.

## Relanzamiento
- 1996 - Crusher of Bones (8 Product), CD

## Créditos
Vocaless, teclados, muestreo, cintas de audio, flautas y cuerno: G. I. Markusson.

Teclados, muestreo, programación y voces: Jóhann E..

 Teclados, bajo y percusión: Hilmar Örn Hilmarsson.

Percusión, batería y sillas: Birgir Baldursson.

Guitarras: Guðlaugur Kristinn Óttarsson en pistas 4, 6 y 7.

Distribuidor: World Serpent Distribution.